# 크레이그 이스트먼드
크레이그 레온 이스트먼드(1990년 12월 9일 ~ , 영어: Craig Leon Eastmond)는 잉글랜드의 축구 선수로서, 포지션은 미드필더, 오른쪽 풀백이다. 현재 서턴 유나이티드 FC에서 뛰고 있다.